# Air Force Bat 21
Pour plus de détails, voir Fiche technique et Distribution.
Air Force Bat 21 (BAT 21) est un film américain réalisé par Peter Markle, sorti en 1988. 
Tiré d'une histoire vraie, il raconte le sauvetage, très controversé, du seul survivant (dont l'indicatif est Bat 21) d'un avion de contre-mesures électroniques EB-66 abattu par un missile SAM-2 pendant la guerre du Viêt Nam. Le film exprime aussi le dilemme et le dégoût de Bat 21 face à la guerre, dont il peut voir les horreurs de près, sur le terrain.

## Synopsis
Pour sa 63e mission, le 2 avril 1972, le lieutenant-colonel Iceal Hambleton (en), spécialiste dans l'USAF du brouillage électronique et des missiles, embarque à bord d'un EB-66C afin de préparer un raid de B-52 Stratofortress.
L'appareil est abattu par un missile SA-2 nord-vietnamien, et Hambleton est le seul survivant. Il saute en parachute et atterrit en pleine concentration de troupes nord-vietnamiennes.
Pour récupérer Hambleton avant les Nord-Vietnamiens (qui connaissent aussi l'identité du survivant), l'USAF va déployer d'énormes moyens aériens de sauvetage, sans limitations de coûts, de matériels (plusieurs autres avions et hélicoptères abattus) et moyens humains (plusieurs morts), incluant l'intervention des SEAL et elle retarde même le bombardement de cette zone ainsi que l'offensive terrestre qui devait suivre. 
Celui-ci s'en sortira grâce à l'aide que lui apporte à la radio le pilote d'un petit avion de contrôle aérien avancé, le capitaine Bartholomew "Birddog" Clark (Danny Glover), et en utilisant un code basé sur sa parfaite connaissance des parcours de golf de l'U.S. Army, déroutant ainsi les postes d'écoute viet-congs qui tentent de le capturer. 

## Fiche technique
- Titre original : Bat*21
- Titre français : Air Force Bat 21
- Réalisation : Peter Markle
- Scénario : George Gordon et William C. Anderson d'après une histoire de ce dernier.
- Direction artistique : Arthur Riddle et Terry Welden
- Décors : Vincent M. Cresciman
- Costumes : Andrey M. Bansmer
- Photographie : Mark Irwin
- Montage : Stephen E. Rivkin
- Musique : Christopher Young
- Production : Michael Balson, David Fisher et Gary A. Neill ; Mark Damon et David Saunders (coproducteurs) ; Jerry Reed (exécutif)
- Sociétés de production : Vision PDG, Eagle Films, Bat 21 Limited L.P.
- Société de distribution : TriStar
- Pays d'origine :  États-Unis
- Langue : Anglais
- Formats : Couleur (DeLuxe) - 35 mm - 1,85:1 - Dolby stéréo
- Genre : Film dramatique, Film de guerre
- Durée : 100 minutes
- Dates de sortie : 
  - États-Unis 21 octobre 1988
  - France 2 août 1989

## Distribution
- Gene Hackman (VF : Claude Joseph) : le lieutenant-colonel Iceal « Gene » Hambleton
- Danny Glover (VF : Richard Darbois) : le capitaine Bartholomew Clark
- David Marshall Grant : Ross Carver
- Jerry Reed : le colonel Georges Walker
- Clayton Rohner : le sergent Harley Rumbaugh
- Jeff Baxter : le mitrailleur d'hélicoptère Jeffrey Baxter

## Production
Le film est filmé entièrement à Sabah en Malaisie, avec l'assistance du gouvernement.
L'une des particularités du film, et du livre dont il est tiré, réside dans le code particulier que le colonel Hambleton et l'équipe chargée de son exfiltration utilisent pour communiquer. En effet, le colonel et l'équipe peuvent communiquer par radio, mais ils savent que leurs communications sont écoutées par les Viêt-Cong, informés par leurs conseillers militaires soviétiques. De gros moyens sont donc également mis en place, côté Viêt-Cong, pour capturer Hambleton, qui ont conscience de la valeur des informations que détient le colonel.
Pour contourner ce problème, et éviter de tomber dans une embuscade, le colonel Hambleton va spontanément utiliser ses connaissances des différents parcours de golf à travers les États-Unis. Ainsi, au lieu d'indiquer les positions en clair, les conversations ressemblent à « rendez-vous au trou no 8 d'Augusta » (sous-entendu « depuis ma position actuelle »). Cela parle immédiatement à un adepte du golf, alors qu'un non-connaisseur devra prendre du temps pour récupérer les informations adéquates et retrouver la position à venir. C'est ce temps qui sera exploité pour prendre une petite avance sur les troupes Viêt-Cong. L'histoire ne dit pas si cela a joué un rôle déterminant, mais cette particularité de l'intrigue est en grande partie à l'origine du succès du livre, et, dans une moindre mesure, du film.

## Accueil

### Box-office
- États-Unis : 3 966 256 $[réf. nécessaire]